# Nationaal park Călimani
Nationaal park Călimani (Roemeens: Parcul Național Călimani) is een nationaal park in Roemenië in de districten Mureș (45%), Suceava (35%), Harghita (15%) en Bistrița-Năsăud (5%). Het park werd opgericht in 2000 en is 245,19 vierkante kilometer groot. Het landschap bestaat uit oude vulkaankraters, bossen (Alpenden,fijnspar, beuk) en bergen, met als hoogste top Pietrosul Calimani (2103 m). In het park liggen verschillende reservaten, onder andere Iezerul Calimani (meer) en de "Twaalf Apostelen"-rotsformaties. In het park komen 774 plantensoorten en verschillende diersoorten voor, waaronder bruine beer, wolf, edelhert, everzwijn, boommarter, lynx, auerhoen, korhoen.